# Cneoranidea hirta
Cneoranidea hirta es un coleóptero de la familia Chrysomelidae.
Fue descrita científicamente en 1991 por Yang.